# گومتو (بوتان)
گومتو (به لاتین: Gomtu) یک منطقهٔ مسکونی در بوتان (کشور) است که در استان سامتس واقع شده‌است.
 گومتو  ۴,۲۵۴ نفر جمعیت دارد.